# IEEE 802.11v
IEEE 802.11v ist eine Erweiterung des WLAN-Standards IEEE 802.11. Die Erweiterung erlaubt die Konfiguration von Clients, die mit einem WLAN verbunden sind.
Die Erweiterung wurde 2011 verabschiedet und wurde später in dem Standard IEEE 802.11-2012 aufgenommen.

## Managementfunktionalität im WLAN
IEEE 802.11v erlaubt den Clients im WLAN, Informationen über die Netzwerktopologie auszutauschen. Das beinhaltet Informationen über die aktuell verfügbaren Netzwerkgeräte, ihre Funkeigenschaften und ihre Auslastung.
Die Erweiterung definiert Verbesserungen für das Management des WLANs für folgende Punkte:
- Netzwerk-unterstützte Energiesparfunktionalität
Die Clients können auf Basis der bereitgestellten Informationen ihr Aufwachintervall bezüglich der Netzwerkkommunikation verlängern, also länger schlafen, um dadurch Energie zu sparen.
- Netzwerk-unterstütztes Roaming
Es ermöglicht den Netzwerkgeräten, verbundene Clients direkt anzusprechen, um Informationen zu senden. Dadurch kann z. B. die Lastverteilung im Netzwerk verbessert werden, indem das Client-Gerät zu einem Wechsel zu einem anderen Zugangspunkt veranlasst wird.